# MVP mistrzostw świata w koszykówce mężczyzn
MVP mistrzostw świata w koszykówce mężczyzn – nagroda przyznawana najbardziej wartościowemu zawodnikowi mistrzostw świata w koszykówce mężczyzn przez FIBA. 

## Laureaci

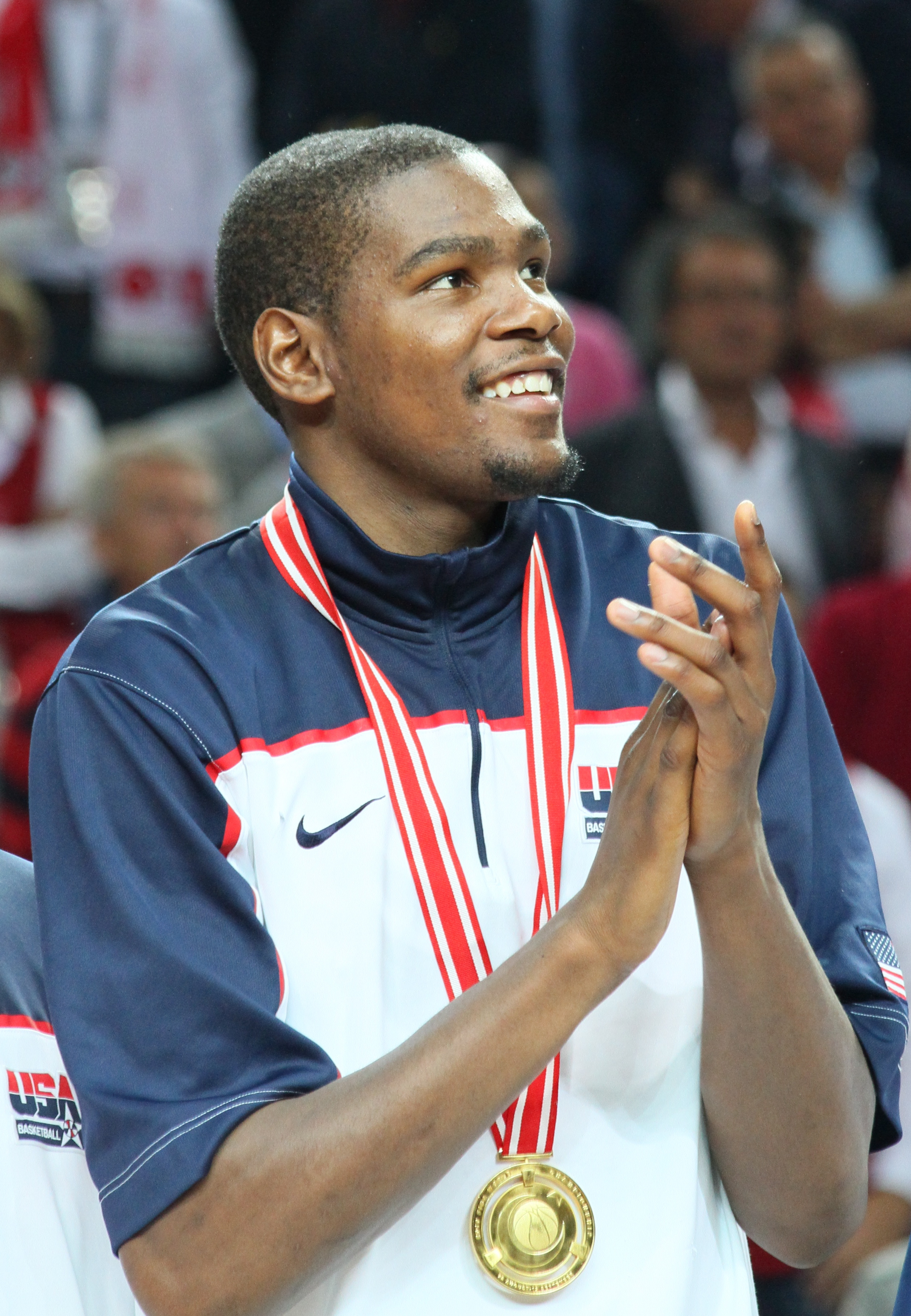
Kevin Durant zdobył tytuł MVP w 2010.

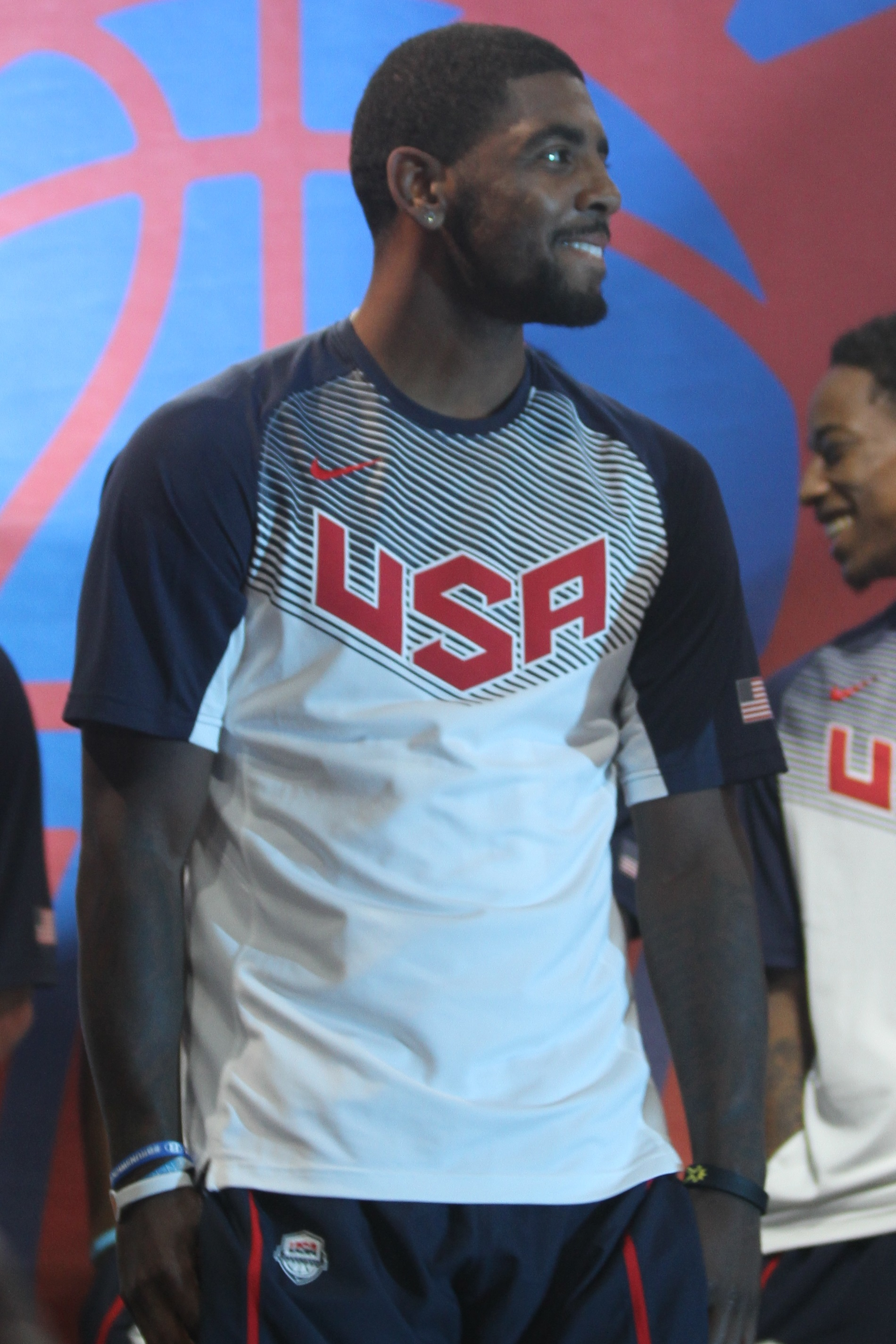
Kyrie Irving – laureat nagrody MVP w 2014.

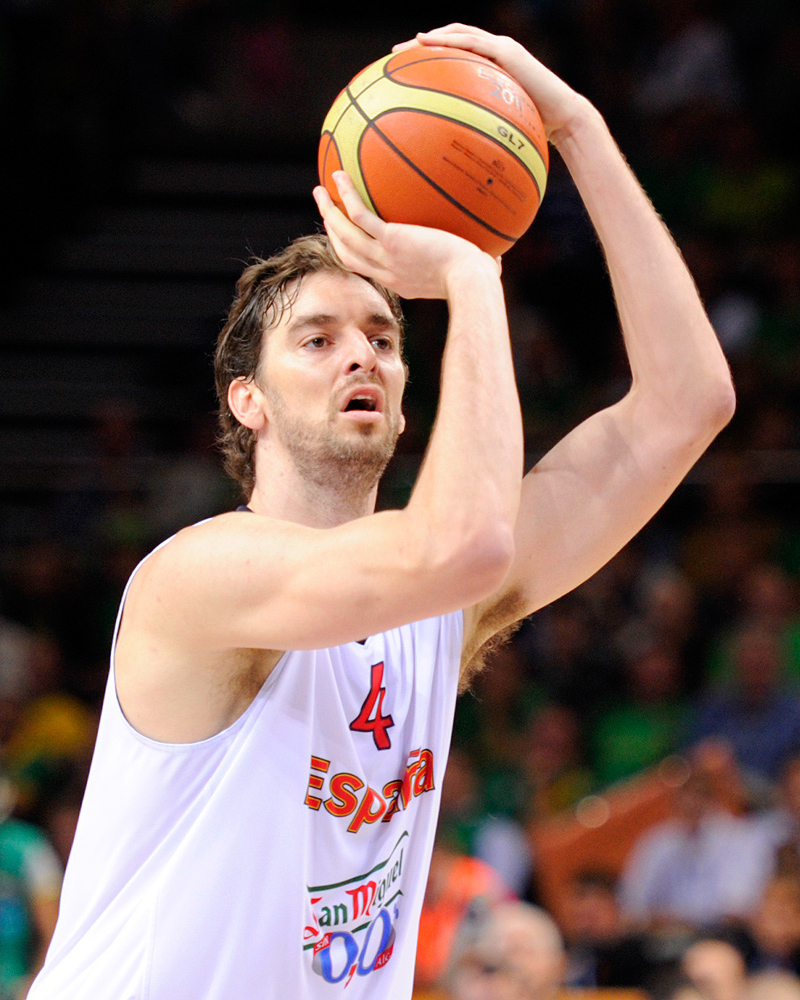
Pau Gasol – zdobywca MVP z 2006.

|              | oznacza zawodnika, który został mistrzem świata tego roku                  |
| *            | oznacza członka Koszykarskiej Galerii Sław im. Naismitha                   |
| **           | oznacza członka Galerii Sław FIBA                                          |
| ***          | oznacza członka Galerii Sław im. Naismitha oraz FIBA                       |
|              | oznacza nadal aktywnego zawodnika                                          |
| Zawodnik (X) | oznacza liczbę nagród, przyznaną temu samemu koszykarzowi                  |
| Zespół (X)   | oznacza liczbę nagród, przyznaną kolejnemu zawodnikowi tego samego zespołu |

| Rok  | Zawodnik            | Pozycja           | Zespół                | Przyp. |
| ---- | ------------------- | ----------------- | --------------------- | ------ |
| 1950 | Oscar Furlong**     | Środkowy          | Argentyna             | [ 1 ]  |
| 1954 | Kirby Minter        | Skrzydłowy        | Stany Zjednoczone     | [ 1 ]  |
| 1959 | Amaury Pasos**      | Skrzydłowy        | Brazylia              | [ 1 ]  |
| 1963 | Wlamir Marques      | Skrzydłowy        | Brazylia (2)          | [ 1 ]  |
| 1967 | Ivo Daneu**         | Rzucający obrońca | Jugosławia            | [ 1 ]  |
| 1970 | Siergiej Biełow***  | Rzucający obrońca | ZSRR                  | [ 1 ]  |
| 1974 | Dragan Kićanović**  | Rzucający obrońca | Jugosławia (2)        | [ 1 ]  |
| 1978 | Dražen Dalipagić*** | Skrzydłowy        | Jugosławia (3)        | [ 1 ]  |
| 1982 | Rolando Frazer      | Silny skrzydłowy  | Panama                | [ 1 ]  |
| 1986 | Dražen Petrović***  | Rzucający obrońca | Jugosławia (4)        | [ 1 ]  |
| 1990 | Toni Kukoč**        | Niski skrzydłowy  | Jugosławia (5)        | [ 1 ]  |
| 1994 | Shaquille O'Neal*** | Środkowy          | Stany Zjednoczone (2) | [ 1 ]  |
| 1998 | Dejan Bodiroga      | Niski skrzydłowy  | Jugosławia (6)        | [ 1 ]  |
| 2002 | Dirk Nowitzki       | Silny skrzydłowy  | Niemcy                | [ 1 ]  |
| 2006 | Pau Gasol           | Środkowy          | Hiszpania             | [ 2 ]  |
| 2010 | Kevin Durant        | Silny skrzydłowy  | Stany Zjednoczone (3) | [ 3 ]  |
| 2014 | Kyrie Irving        | Rozgrywający      | Stany Zjednoczone (4) | [ 4 ]  |
| 2019 | Ricky Rubio         | Rozgrywający      | Hiszpania (2)         | [ 5 ]  |
| 2023 | Dennis Schröder     | Rozgrywający      | Niemcy (2)            | [ 6 ]  |